# イリチー
イリチーとは細かく切った素材にだし汁を加えて炒り付けた沖縄料理。「炒り付け（イリチキ）」の転訛であり、イリチャーともいう。
主に豚肉の茹で汁を使用するが、素材によっては昆布や鰹のだしを使用したり、手軽に即席だしの素などで代用する場合もある。強火で短時間で炒めあげるチャンプルーと比べ、もともとは手のかかる料理として御馳走であった。

## 主なイリチー料理と材料
クーブイリチー
代表的なイリチー。細く刻んだ昆布（クーブ）、三枚肉、こんにゃく、シイタケ、かまぼこなど
フーイリチー
溶き卵を吸わせた車麩、ニラ、もやしなど
かんぴょうイリチー
かんぴょう、三枚肉、こんにゃく、シイタケなど
ウカライリチー
おから（ウカラ）、三枚肉、かまぼこ、にんじん、シイタケなど
スンシーイリチー
穂先メンマ（スンシー）、三枚肉、かまぼこ、シイタケなど
デークニイリチー
大根（デークニ）、三枚肉、かまぼこ、厚揚げ、シイタケなど
グンボーイリチー
ゴボウ（グンボー）、鶏肉などをあわせ味噌、かつおと昆布だしで炒め煮にする
せん切りイリチー
割干し大根、三枚肉、油揚げ、赤かまぼこなど
その他、豚の血（チー）を使用したチーイリチー、豚の内臓（ナカミ）を使用したナカミイリチー、マコモダケを使用したマクムイリチャーなど、多くの種類がある。
なお、にんじんを細く突いて鶏卵と共に炒りつけた料理は、イリチーではなく「にんじんシリシリー」と呼ばれる。